# Danh sách giải thưởng và đề cử của IU
Đây là danh sách giải thưởng và đề cử của nữ ca sĩ, nhạc sĩ kiêm diễn viên người Hàn Quốc IU. Trong suốt sự nghiệp của mình, cô đã giành 134 giải trên tổng số 231 giải được đề cử trên cả lĩnh vực âm nhạc và điện ảnh.

## Giải thưởng âm nhạc

### Cyworld Digital Music Awards
| Lần   | Năm  | Hạng mục                     | Người nhận                          | Kết quả   | Tham khảo   |
| ----- | ---- | ---------------------------- | ----------------------------------- | --------- | ----------- |
| Thứ 5 | 2010 | Song of the Month – June     | "Nagging"(잔소리) (với Lim Seulong) | Đoạt giải | [ 1 ] [ 2 ] |
| Thứ 5 | 2010 | Song of the Month – December | "Good Day"                          | Đoạt giải | [ 1 ] [ 2 ] |
| Thứ 6 | 2011 | Song of the Month – December | "You & I"(너랑 나)                  | Đoạt giải | [ 3 ]       |
| Thứ 6 | 2011 | Artist of the Year           | IU                                  | Đoạt giải | [ 3 ]       |
| Thứ 6 | 2011 | Best Top Seller Artist       | IU                                  | Đoạt giải | [ 3 ]       |
| Thứ 7 | 2012 | Song of the Month – May      | "Peach" (복숭아)                    | Đoạt giải | [ 4 ]       |

### Gaon Chart Music Awards
| Lần   | Năm  | Hạng mục                     | Người nhận                                                               | Kết quả   | Tham khảo   |
| ----- | ---- | ---------------------------- | ------------------------------------------------------------------------ | --------- | ----------- |
| Thứ 1 | 2012 | Song of the Year – February  | "Only I Didn't Know" (나만 몰랐던 이야기)                                | Đoạt giải | [ 5 ]       |
| Thứ 1 | 2012 | Song of the Year – December  | "You & I"(너랑 나)                                                       | Đoạt giải | [ 5 ]       |
| Thứ 3 | 2014 | Song of the Year – October   | "The Red Shoes" (분홍신)                                                 | Đoạt giải | [ 6 ]       |
| Thứ 4 | 2015 | Song of the Year – April     | "Not Spring, Love, or Cherry Blossoms" (봄, 사랑, 벚꽃 말고) (với High4) | Đề cử     | [ 7 ]       |
| Thứ 4 | 2015 | Song of the Year – May       | "My Old Story" (나의 옛날 이야기)                                        | Đề cử     | [ 7 ]       |
| Thứ 7 | 2018 | Long-Run Song of the Year    | "Through the Night" (밤편지)                                             | Đoạt giải | [ 8 ] [ 9 ] |
| Thứ 7 | 2018 | Song of the Year – March     | "Through the Night" (밤편지)                                             | Đoạt giải | [ 8 ] [ 9 ] |
| Thứ 7 | 2018 | Song of the Year – April     | "Can't Love You Anymore" (사랑이 잘) (với Oh Hyuk)                       | Đề cử     | [ 8 ] [ 9 ] |
| Thứ 7 | 2018 | Song of the Year – April     | "Palette" (feat. G-Dragon)                                               | Đoạt giải | [ 8 ] [ 9 ] |
| Thứ 7 | 2018 | Song of the Year – September | "Autumn Morning" (가을 아침)                                             | Đề cử     | [ 8 ] [ 9 ] |
| Thứ 7 | 2018 | Lyricist of the Year         | IU                                                                       | Đoạt giải | [ 8 ] [ 9 ] |
| Thứ 7 | 2018 | Producer of the Year         | IU (Fave Entertainment)                                                  | Đoạt giải | [ 8 ] [ 9 ] |

### Golden Disc Awards
| Lần    | Year | Hạng mục                           | Đề cử                                                                    | Kết quả   | Tham khảo            |
| ------ | ---- | ---------------------------------- | ------------------------------------------------------------------------ | --------- | -------------------- |
| Thứ 25 | 2010 | Digital Daesang                    | "Nagging" (잔소리) (với Lim Seulong)                                     | Đề cử     | [ 10 ] [ 11 ]        |
| Thứ 25 | 2010 | Digital Bonsang                    | "Nagging" (잔소리) (với Lim Seulong)                                     | Đoạt giải | [ 10 ] [ 11 ]        |
| Thứ 25 | 2010 | Popularity Award                   | IU                                                                       | Đề cử     | [ 10 ] [ 11 ]        |
| Thứ 26 | 2012 | Digital Bonsang                    | "Only I Didn't Know" (나만 몰랐던 이야기)                                | Đề cử     | [ 12 ]               |
| Thứ 26 | 2012 | Popularity Award                   | IU                                                                       | Đề cử     | [ 12 ]               |
| Thứ 27 | 2013 | Digital Bonsang                    | "Every End of the Day" (하루 끝)                                         | Đề cử     | [ 13 ]               |
| Thứ 27 | 2013 | Popularity Award                   | IU                                                                       | Đề cử     | [ 13 ]               |
| Thứ 28 | 2014 | Disc Bonsang                       | Modern Times                                                             | Đề cử     | [ 14 ]               |
| Thứ 28 | 2014 | Digital Bonsang                    | "The Red Shoes" (분홍신)                                                 | Đề cử     | [ 14 ]               |
| Thứ 28 | 2014 | Popularity Award                   | IU                                                                       | Đề cử     | [ 14 ]               |
| Thứ 29 | 2015 | Digital Bonsang                    | "Not Spring, Love, or Cherry Blossoms" (봄, 사랑, 벚꽃 말고) (với High4) | Đề cử     | [ 15 ]               |
| Thứ 29 | 2015 | Digital Bonsang                    | "My Old Story" (나의 옛날 이야기)                                        | Đề cử     | [ 15 ]               |
| Thứ 29 | 2015 | Popularity Award                   | IU                                                                       | Đề cử     | [ 15 ]               |
| Thứ 32 | 2018 | Disc Bonsang                       | Palette                                                                  | Đề cử     | [ 16 ] [ 17 ] [ 18 ] |
| Thứ 32 | 2018 | Digital Daesang / Song of the Year | "Through the Night" (밤편지)                                             | Đoạt giải | [ 16 ] [ 17 ] [ 18 ] |
| Thứ 32 | 2018 | Digital Bonsang                    | "Through the Night" (밤편지)                                             | Đoạt giải | [ 16 ] [ 17 ] [ 18 ] |
| Thứ 32 | 2018 | Global Popularity Award            | IU                                                                       | Đề cử     | [ 16 ] [ 17 ] [ 18 ] |

### Japan Gold Disc Award
| Lần    | Năm  | Hạng mục                  | Đề cử | Kết quả   | Tham khảo |
| ------ | ---- | ------------------------- | ----- | --------- | --------- |
| Thứ 27 | 2013 | Best 3 New Artists (Asia) | IU    | Đoạt giải | [ 19 ]    |

### Korean Music Awards
| Lần    | Năm  | Hạng mục                                 | Người nhận          | Kết quả   | Tham khảo     |
| ------ | ---- | ---------------------------------------- | ------------------- | --------- | ------------- |
| Thứ 9  | 2012 | Female Musician of the Year Netizen Vote | IU                  | Đoạt giải | [ 20 ] [ 21 ] |
| Thứ 9  | 2012 | Song of the Year                         | "Good Day"          | Đoạt giải | [ 20 ] [ 21 ] |
| Thứ 9  | 2012 | Best Korean Pop Song                     | "Good Day"          | Đoạt giải | [ 20 ] [ 21 ] |
| Thứ 13 | 2016 | Netizens' Choice: Female Artist          | IU                  | Đoạt giải | [ 22 ]        |
| Thứ 13 | 2016 | Best Pop Album                           | Chat-shire          | Đề cử     | [ 22 ]        |
| Thứ 13 | 2016 | Best Pop Song                            | "Twenty-three"      | Đề cử     | [ 22 ]        |
| Thứ 15 | 2018 | Musician of the Year                     | IU                  | Đề cử     | [ 23 ] [ 24 ] |
| Thứ 15 | 2018 | Album of the Year                        | Palette             | Đề cử     | [ 23 ] [ 24 ] |
| Thứ 15 | 2018 | Best Pop Album                           | Palette             | Đoạt giải | [ 23 ] [ 24 ] |
| Thứ 15 | 2018 | Song of the Year                         | "Through the Night" | Đề cử     | [ 23 ] [ 24 ] |
| Thứ 15 | 2018 | Best Pop Song                            | "Through the Night" | Đề cử     | [ 23 ] [ 24 ] |

### Melon Music Awards(MMA)
| Lần   | Năm  | Hạng mục                 | Người nhận                                                               | Kết quả   | Tham khảo     |
| ----- | ---- | ------------------------ | ------------------------------------------------------------------------ | --------- | ------------- |
| Thứ 2 | 2010 | Top 10 Artists           | IU                                                                       | Đoạt giải | [ 25 ]        |
| Thứ 2 | 2010 | Artist of the Year       | IU                                                                       | Đề cử     | [ 25 ]        |
| Thứ 2 | 2010 | Song of the Year         | "Nagging" (잔소리) (với Lim Seulong)                                     | Đề cử     | [ 25 ]        |
| Thứ 3 | 2011 | Top 10 Artists           | IU                                                                       | Đoạt giải | [ 26 ]        |
| Thứ 3 | 2011 | Artist of the Year       | IU                                                                       | Đề cử     | [ 26 ]        |
| Thứ 3 | 2011 | Album of the Year        | Real                                                                     | Đề cử     | [ 26 ]        |
| Thứ 3 | 2011 | Song of the Year         | "Good Day"                                                               | Đoạt giải | [ 26 ]        |
| Thứ 4 | 2012 | Top 10 Artists           | IU                                                                       | Đoạt giải | [ 27 ]        |
| Thứ 4 | 2012 | Netizen Popularity Award | IU                                                                       | Đề cử     | [ 27 ]        |
| Thứ 4 | 2012 | Artist of the Year       | IU                                                                       | Đề cử     | [ 27 ]        |
| Thứ 4 | 2012 | Album of the Year        | Last Fantasy                                                             | Đề cử     | [ 27 ]        |
| Thứ 4 | 2012 | Song of the Year         | "You & I"(너랑 나)                                                       | Đề cử     | [ 27 ]        |
| Thứ 5 | 2013 | Top 10 Artists           | IU                                                                       | Đoạt giải | [ 28 ]        |
| Thứ 5 | 2013 | Artist of the Year       | IU                                                                       | Đề cử     | [ 28 ]        |
| Thứ 5 | 2013 | Album of the Year        | Modern Times                                                             | Đề cử     | [ 28 ]        |
| Thứ 5 | 2013 | Song of the Year         | "The Red Shoes" (분홍신)                                                 | Đề cử     | [ 28 ]        |
| Thứ 6 | 2014 | Top 10 Artists           | IU                                                                       | Đoạt giải |               |
| Thứ 6 | 2014 | Artist of the Year       | IU                                                                       | Đoạt giải |               |
| Thứ 6 | 2014 | Album of the Year        | A Flower Bookmark                                                        | Đề cử     |               |
| Thứ 6 | 2014 | Song of the Year         | "Not Spring, Love, or Cherry Blossoms" (봄, 사랑, 벚꽃 말고) (với High4) | Đề cử     |               |
| Thứ 6 | 2014 | Song of the Year         | "Friday" (금요일에 만나요) (feat. Jang Yi-jeong)                         | Đề cử     |               |
| Thứ 6 | 2014 | Best Ballad Award        | "Friday" (금요일에 만나요) (feat. Jang Yi-jeong)                         | Đề cử     |               |
| Thứ 6 | 2014 | Best Ballad Award        | "Not Spring, Love, or Cherry Blossoms" (봄, 사랑, 벚꽃 말고) (với High4) | Đề cử     |               |
| Thứ 6 | 2014 | Hot Trend Award          | "Not Spring, Love, or Cherry Blossoms" (봄, 사랑, 벚꽃 말고) (với High4) | Đề cử     |               |
| Thứ 7 | 2015 | Song of the Year         | "Heart" (마음)                                                           | Đề cử     | [ 29 ]        |
| Thứ 9 | 2017 | Album of the Year        | Palette                                                                  | Đoạt giải | [ 30 ] [ 31 ] |
| Thứ 9 | 2017 | Song of the Year         | "Through the Night" (밤편지)                                             | Đề cử     | [ 30 ] [ 31 ] |
| Thứ 9 | 2017 | Artist of the Year       | IU                                                                       | Đề cử     | [ 30 ] [ 31 ] |
| Thứ 9 | 2017 | Top 10 Artists           | IU                                                                       | Đoạt giải | [ 30 ] [ 31 ] |
| Thứ 9 | 2017 | Kakao Hot Star Award     | IU                                                                       | Đề cử     | [ 30 ] [ 31 ] |
| Thứ 9 | 2017 | Best Songwriter          | IU                                                                       | Đoạt giải | [ 30 ] [ 31 ] |

### Mnet Asian Music Awards(MAMA)
| Lần    | Năm  | Hạng mục                        | Người nhận                                         | Kết quả   | Tham khảo                   |
| ------ | ---- | ------------------------------- | -------------------------------------------------- | --------- | --------------------------- |
| Thứ 12 | 2010 | Best Collaboration              | "Nagging" (잔소리) (với Lim Seulong)               | Đề cử     | [ 32 ]                      |
| Thứ 12 | 2010 | Best Collaboration              | "It's You" (그대네요) (với Sung Si-kyung)          | Đề cử     | [ 32 ]                      |
| Thứ 13 | 2011 | Artist of the Year              | IU                                                 | Đề cử     | [ 33 ]                      |
| Thứ 13 | 2011 | Best Female Artist              | IU                                                 | Đề cử     | [ 33 ]                      |
| Thứ 13 | 2011 | Best Vocal Performance – Solo   | "Good Day"                                         | Đoạt giải | [ 33 ]                      |
| Thứ 13 | 2011 | Best OST                        | "Someday" (Dream High OST)                         | Đề cử     | [ 33 ]                      |
| Thứ 14 | 2012 | Best Female Artist              | IU                                                 | Đoạt giải | [ 34 ] [ 35 ] [ 36 ] [ 37 ] |
| Thứ 14 | 2012 | Artist of the Year              | IU                                                 | Đề cử     | [ 34 ] [ 35 ] [ 36 ] [ 37 ] |
| Thứ 14 | 2012 | Best Vocal Performance – Solo   | "You & I"(너랑 나)                                 | Đề cử     | [ 34 ] [ 35 ] [ 36 ] [ 37 ] |
| Thứ 14 | 2012 | Song of the Year                | "You & I"(너랑 나)                                 | Đề cử     | [ 34 ] [ 35 ] [ 36 ] [ 37 ] |
| Thứ 15 | 2013 | Best Female Artist              | IU                                                 | Đề cử     | [ 38 ] [ 39 ]               |
| Thứ 15 | 2013 | Artist of the Year              | IU                                                 | Đề cử     | [ 38 ] [ 39 ]               |
| Thứ 15 | 2013 | Best Vocal Performance – Female | "The Red Shoes" (분홍신)                           | Đề cử     | [ 38 ] [ 39 ]               |
| Thứ 15 | 2013 | Song of the Year                | "The Red Shoes" (분홍신)                           | Đề cử     | [ 38 ] [ 39 ]               |
| Thứ 16 | 2014 | Best Female Artist              | IU                                                 | Đoạt giải | [ 40 ] [ 41 ]               |
| Thứ 16 | 2014 | Artist of the Year              | IU                                                 | Đề cử     | [ 40 ] [ 41 ]               |
| Thứ 16 | 2014 | Most Popular Vocalist           | IU                                                 | Đoạt giải | [ 40 ] [ 41 ]               |
| Thứ 16 | 2014 | Best Vocal Performance - Female | "Friday" (금요일에 만나요) (feat. Jang Yi-jeong)   | Đề cử     | [ 40 ] [ 41 ]               |
| Thứ 16 | 2014 | Song of the Year                | "Friday" (금요일에 만나요) (feat. Jang Yi-jeong)   | Đề cử     | [ 40 ] [ 41 ]               |
| Thứ 17 | 2015 | Best Female Artist              | IU                                                 | Đề cử     | [ 42 ] [ 43 ] [ 44 ]        |
| Thứ 17 | 2015 | Artist of the Year              | IU                                                 | Đề cử     | [ 42 ] [ 43 ] [ 44 ]        |
| Thứ 19 | 2017 | Best Female Artist              | IU                                                 | Đoạt giải | [ 45 ] [ 46 ] [ 47 ]        |
| Thứ 19 | 2017 | Artist of the Year              | IU                                                 | Đề cử     | [ 45 ] [ 46 ] [ 47 ]        |
| Thứ 19 | 2017 | Song of the Year                | "Can't Love You Anymore" (사랑이 잘) (với Oh Hyuk) | Đề cử     | [ 45 ] [ 46 ] [ 47 ]        |
| Thứ 19 | 2017 | Song of the Year                | "Through the Night" (밤편지)                       | Đề cử     | [ 45 ] [ 46 ] [ 47 ]        |
| Thứ 19 | 2017 | Best Vocal Performance – Female | "Through the Night" (밤편지)                       | Đề cử     | [ 45 ] [ 46 ] [ 47 ]        |
| Thứ 19 | 2017 | Best Collaboration              | "Can't Love You Anymore" (사랑이 잘) (với Oh Hyuk) | Đề cử     | [ 45 ] [ 46 ] [ 47 ]        |

### Seoul Music Awards
| Lần    | Năm  | Hạng mục                              | Người nhận   | Kết quả   | Tham khảo            |
| ------ | ---- | ------------------------------------- | ------------ | --------- | -------------------- |
| Thứ 20 | 2011 | Record of the Year in Digital Release | "Good Day"   | Đoạt giải | [ 48 ]               |
| Thứ 20 | 2011 | Daesang Award                         | IU           | Đề cử     | [ 48 ]               |
| Thứ 20 | 2011 | Bonsang Award                         | IU           | Đoạt giải | [ 48 ]               |
| Thứ 20 | 2011 | Popularity Award                      | IU           | Đề cử     | [ 48 ]               |
| Thứ 21 | 2012 | Record of the Year (Album)            | Last Fantasy | Đoạt giải | [ 49 ] [ 50 ]        |
| Thứ 21 | 2012 | Daesang Award                         | IU           | Đề cử     | [ 49 ] [ 50 ]        |
| Thứ 21 | 2012 | Bonsang Award                         | IU           | Đoạt giải | [ 49 ] [ 50 ]        |
| Thứ 21 | 2012 | Popularity Award                      | IU           | Đề cử     | [ 49 ] [ 50 ]        |
| Thứ 22 | 2013 | Bonsang Award                         | IU           | Đề cử     |                      |
| Thứ 22 | 2013 | Popularity Award                      | IU           | Đề cử     |                      |
| Thứ 25 | 2016 | Bonsang Award                         | IU           | Đề cử     | [ 51 ]               |
| Thứ 25 | 2016 | Popularity Award                      | IU           | Đề cử     | [ 51 ]               |
| Thứ 25 | 2016 | Hallyu Special Award                  | IU           | Đề cử     | [ 51 ]               |
| Thứ 27 | 2018 | Record of the Year (Album)            | Palette      | Đoạt giải | [ 52 ] [ 53 ] [ 54 ] |
| Thứ 27 | 2018 | Bonsang Award                         | IU           | Đề cử     | [ 52 ] [ 53 ] [ 54 ] |
| Thứ 27 | 2018 | Popularity Award                      | IU           | Đề cử     | [ 52 ] [ 53 ] [ 54 ] |
| Thứ 27 | 2018 | Hallyu Special Award                  | IU           | Đề cử     | [ 52 ] [ 53 ] [ 54 ] |

### World Music Awards
| Lần    | Năm  | Hạng mục                             | Người nhận | Kết quả | Tham khảo |
| ------ | ---- | ------------------------------------ | ---------- | ------- | --------- |
| Thứ 22 | 2014 | World's Best Female Artist           | IU         | Đề cử   | [ 55 ]    |
| Thứ 22 | 2014 | World's Best Live Act                | IU         | Đề cử   | [ 55 ]    |
| Thứ 22 | 2014 | World's Best Entertainer of the Year | IU         | Đề cử   | [ 55 ]    |

## Giải thưởng diễn xuất

### Baeksang Arts Awards
| Lần    | Năm  | Hạng mục                  | Đề cử                           | Kết quả | Tham khảo     |
| ------ | ---- | ------------------------- | ------------------------------- | ------- | ------------- |
| Thứ 47 | 2011 | Most Popular Actress (TV) | Dream High                      | Đề cử   | [ 56 ] [ 57 ] |
| Thứ 50 | 2014 | Most Popular Actress (TV) | You Are the Best!               | Đề cử   | [ 58 ] [ 59 ] |
| Thứ 53 | 2017 | Most Popular Actress (TV) | Moon Lovers: Scarlet Heart Ryeo | Đề cử   | [ 60 ]        |
| Thứ 55 | 2019 | Best Actress              | My Mister                       | Đề cử   | [ 61 ]        |
| Thứ 56 | 2020 | Best Actress              | Hotel Del Luna                  | Đề cử   | [ 62 ]        |
| Thứ 61 | 2025 | Most Popular Actress (TV) | When Life Gives You Tangerines  | Đề cử   | [ 63 ]        |
| Thứ 61 | 2025 | Best actress (TV)         |                                 |         | [ 63 ]        |

### KBS Drama Awards
Thứ 27	Thứ 29
| Lần    | Năm  | Hạng mục                                                     | Đề cử                      | Kết quả   | Tham khảo            |
| ------ | ---- | ------------------------------------------------------------ | -------------------------- | --------- | -------------------- |
| Thứ 25 | 2011 | Best New Actress                                             | Dream High                 | Đề cử     |                      |
| Thứ 25 | 2011 | Best Couple Award với Wooyoung                               | Dream High                 | Đề cử     |                      |
| Thứ 27 | 2013 | Best Couple Award với Jo Jung-suk You Are the Best!          | You're the best!           | Đoạt giải | [ 64 ] [ 65 ] [ 66 ] |
| Thứ 27 | 2013 | Best Couple Award với Jang Keun-suk                          | Bel Ami                    | Đề cử     | [ 64 ] [ 65 ] [ 66 ] |
| Thứ 27 | 2013 | Best New Actress                                             | You Are the Best!, Bel Ami | Đoạt giải | [ 64 ] [ 65 ] [ 66 ] |
| Thứ 27 | 2013 | Excellence Award, Actress in a Serial Drama                  | You Are the Best!, Bel Ami | Đề cử     | [ 64 ] [ 65 ] [ 66 ] |
| Thứ 29 | 2015 | Popularity Award, Actress Best Couple Award với Kim Soo-hyun | The Producers              | Đề cử     | [ 67 ]               |
| Thứ 29 | 2015 | Đề cử                                                        | The Producers              |           | [ 67 ]               |

### SBS Drama Awards
| Lần    | Năm  | Hạng mục                                  | Đề cử                           | Kết quả   | Tham khảo     |
| ------ | ---- | ----------------------------------------- | ------------------------------- | --------- | ------------- |
| Thứ 24 | 2016 | Best Couple Award với Lee Joon-gi         | Moon Lovers: Scarlet Heart Ryeo | Đoạt giải | [ 68 ] [ 69 ] |
| Thứ 24 | 2016 | Hallyu Star Award                         | Moon Lovers: Scarlet Heart Ryeo | Đề cử     | [ 68 ] [ 69 ] |
| Thứ 24 | 2016 | Idol Academy Award, Heart-wrenching Award | Moon Lovers: Scarlet Heart Ryeo | Đoạt giải | [ 68 ] [ 69 ] |

### Korea Drama Awards
| Lần   | Năm  | Hạng mục                  | Đề cử         | Kết quả | Tham khảo |
| ----- | ---- | ------------------------- | ------------- | ------- | --------- |
| Thứ 8 | 2015 | Excellence Award, Actress | The Producers | Đề cử   | [ 70 ]    |

### Asia Artist Awards
| Lần | Năm  | Hạng mục         | Đề cử     | Kết quả   | Tham khảo |
| --- | ---- | ---------------- | --------- | --------- | --------- |
| N/A | 2018 | Best Actor Award | My Mister | Đoạt giải | [ 71 ]    |

### APAN Star Awards
| Lần   | Năm  | Hạng mục                                  | Đề cử         | Kết quả   | Tham khảo |
| ----- | ---- | ----------------------------------------- | ------------- | --------- | --------- |
| Thứ 4 | 2015 | Excellence Award, Actress in a Miniseries | The Producers | Đề cử     | [ 72 ]    |
| Thứ 7 | 2018 | Top Excellence Actress                    | My Mister     | Đoạt giải | [ 73 ]    |

### Seoul International Drama Awards
| Lần   | Năm  | Hạng mục                   | Người nhận | Kết quả | Tham khảo |
| ----- | ---- | -------------------------- | ---------- | ------- | --------- |
| Thứ 9 | 2014 | Outstanding Korean Actress | IU         | Đề cử   |           |

### Seoul International Youth Film Festival
| Lần   | Năm  | Hạng mục           | Người nhận | Kết quả | Tham khảo |
| ----- | ---- | ------------------ | ---------- | ------- | --------- |
| Thứ 9 | 2014 | Best Young Actress | IU         | Đề cử   |           |

## Giải thưởng khác

### Hàn Quốc
| Năm                                                       | Giải                                    | Người nhận     | Kết quả   | Tham khảo |
| --------------------------------------------------------- | --------------------------------------- | -------------- | --------- | --------- |
| Bộ Văn hóa, Thể thao và Du lịch                           |                                         |                |           |           |
| 2008                                                      | Excellent rookie record of the November | Lost and Found | Đoạt giải | [ 74 ]    |
| 2008                                                      | Best newcomer album of the month        | Lost and Found | Đoạt giải | [ 74 ]    |
| Republic of Korea Entertainment Arts Awards Ceremony      |                                         |                |           |           |
| 2010                                                      | New Generation Singer Award             | IU             | Đoạt giải | [ 75 ]    |
| Korea Visual Arts Festival                                |                                         |                |           |           |
| 2010                                                      | Photogenic Award                        | IU             | Đoạt giải | [ 76 ]    |
| SBS Entertainment Awards                                  |                                         |                |           |           |
| 2010                                                      | Variety New Star Award                  | Heroes         | Đoạt giải | [ 77 ]    |
| 2010                                                      | Best Teamwork Award                     | Heroes         | Đoạt giải | [ 78 ]    |
| Mnet 20's Choice Awards                                   |                                         |                |           |           |
| 2011                                                      | Hot CF Star                             | IU             | Đoạt giải |           |
| Style Icon Awards                                         |                                         |                |           |           |
| 2011                                                      | Top 10 Style Icons                      | IU             | Đoạt giải | [ 79 ]    |
| 2014                                                      | Top 10 Style Icons                      | IU             | Đề cử     |           |
| Korea Advertising Association Awards                      |                                         |                |           |           |
| 2011                                                      | Good Model Award                        | IU             | Đoạt giải | [ 80 ]    |
| TVCF Awards                                               |                                         |                |           |           |
| 2011                                                      | Model of the Year                       | IU             | Đoạt giải | [ 81 ]    |
| Nickelodeon Korea Kids' Choice Awards                     |                                         |                |           |           |
| 2011                                                      | Favorite Female Singer                  | IU             | Đoạt giải |           |
| 2012                                                      | Favorite Female Singer                  | IU             | Đoạt giải |           |
| Asia Model Festival Awards                                |                                         |                |           |           |
| 2012                                                      | Popular Artist Award                    | IU             | Đoạt giải | [ 82 ]    |
| Korean PD Awards                                          |                                         |                |           |           |
| 2012                                                      | Singer Award                            | IU             | Đoạt giải | [ 83 ]    |
| Korean Entertainment 10th Anniversary Awards tại Nhật Bản |                                         |                |           |           |
| 2013                                                      | Best Female Solo Singer                 | IU             | Đoạt giải |           |
| Sona Awards                                               |                                         |                |           |           |
| 2013                                                      | Best Artist (female)                    | IU             | Đoạt giải |           |
| SBS MTV Best of the Best                                  |                                         |                |           |           |
| 2013                                                      | Album of the Year                       | Modern Times   | Đề cử     | [ 84 ]    |
| 2013                                                      | Artist of the Year                      | IU             | Đề cử     | [ 84 ]    |
| 2013                                                      | Best Solo (female)                      | IU             | Đoạt giải | [ 84 ]    |
| 2014                                                      | Artist of the Year                      | IU             | Đề cử     | [ 85 ]    |
| 2014                                                      | Best Solo (female)                      | IU             | Đoạt giải | [ 85 ]    |
| Korean Popular Culture and Arts Awards                    |                                         |                |           |           |
| 2015                                                      | Prime Minister's Award                  | IU             | Đoạt giải | [ 86 ]    |

### Quốc tế
| Năm                            | Giải                       | Người nhận | Kết quả | Tham khảo |
| ------------------------------ | -------------------------- | ---------- | ------- | --------- |
| Singapore Entertainment Awards |                            |            |         |           |
| 2014                           | Most Popular Korean Singer | IU         | Đề cử   |           |

## Chương trình âm nhạc
Là bộ sưu tập chiến thắng của IU trên chương trình âm nhạc của Hàn Quốc

### Music Bank
| Năm  | Ngày        | Bài hát                                    |
| ---- | ----------- | ------------------------------------------ |
| 2010 | 25 tháng 6  | "Nagging" (với Seulong)                    |
| 2010 | 2 tháng 7   | "Nagging" (với Seulong)                    |
| 2010 | 24 tháng 12 | "Good Day"                                 |
| 2010 | 31 tháng 12 | "Good Day"                                 |
| 2011 | 7 tháng 1   | "Good Day"                                 |
| 2011 | 9 tháng 12  | "You & I"                                  |
| 2011 | 16 tháng 12 | "You & I"                                  |
| 2011 | 23 tháng 12 | "You & I"                                  |
| 2011 | 30 tháng 12 | "You & I"                                  |
| 2012 | 6 tháng 1   | "You & I"                                  |
| 2012 | 13 tháng 1  | "You & I"                                  |
| 2013 | 18 tháng 10 | "The Red Shoes"                            |
| 2014 | 3 tháng 1   | "Friday" (feat. Jang Yi-jeong của HISTORY) |
| 2017 | 5 tháng 5   | "Palette"                                  |
| 2017 | 19 tháng 5  | "Palette"                                  |

### Inkigayo
| Năm  | Ngày        | Bài hát                                            |
| ---- | ----------- | -------------------------------------------------- |
| 2010 | 27 tháng 6  | "Nagging" (với Seulong)                            |
| 2010 | 19 tháng 12 | "Good Day"                                         |
| 2010 | 26 tháng 12 | "Good Day"                                         |
| 2011 | 2 tháng 1   | "Good Day"                                         |
| 2011 | 18 tháng 12 | "You & I"                                          |
| 2011 | 25 tháng 12 | "You & I"                                          |
| 2012 | 1 tháng 1   | "You & I"                                          |
| 2013 | 20 tháng 10 | "The Red Shoes"                                    |
| 2013 | 29 tháng 12 | "Friday" (feat. Jang Yi-jeong của HISTORY)         |
| 2014 | 5 tháng 1   | "Friday" (feat. Jang Yi-jeong của HISTORY)         |
| 2014 | 11 tháng 5  | "Not Spring, Love, or Cherry Blossoms" (với High4) |
| 2014 | 19 tháng 10 | "Sogyeokdong"                                      |
| 2015 | 1 tháng 11  | "Twenty-Three"                                     |
| 2015 | 8 tháng 11  | "Twenty-Three"                                     |
| 2017 | 9 tháng 4   | "Through The Night"                                |
| 2017 | 30 tháng 4  | "Palette"                                          |
| 2017 | 7 tháng 5   | "Palette"                                          |
| 2017 | 14 tháng 5  | "Palette"                                          |

### M Countdown
| Năm  | Ngày        | Bài hát         |
| ---- | ----------- | --------------- |
| 2010 | 23 tháng 12 | "Good Day"      |
| 2013 | 17 tháng 10 | "The Red Shoes" |
| 2013 | 24 tháng 12 | "The Red Shoes" |
| 2017 | 27 tháng 4  | "Palette"       |
| 2017 | 4 tháng 5   | "Palette"       |

### Music on Top
| Năm  | Ngày       | Bài hát   |
| ---- | ---------- | --------- |
| 2012 | 12 tháng 1 | "You & I" |

### Show Champion
| Năm  | Ngày        | Bài hát             |
| ---- | ----------- | ------------------- |
| 2013 | 16 tháng 10 | "The Red Shoes"     |
| 2017 | 12 tháng 4  | "Through The Night" |
| 2017 | 17 tháng 5  | "Palette"           |

### Show! Music Core
| Năm  | Ngày        | Bài hát                                    |
| ---- | ----------- | ------------------------------------------ |
| 2013 | 19 tháng 10 | "The Red Shoes"                            |
| 2014 | 4 tháng 1   | "Friday" (feat. Jang Yi-jeong của HISTORY) |
| 2015 | 14 tháng 11 | "Twenty-Three"                             |
| 2017 | 29 tháng 4  | "Palette"                                  |
| 2017 | 6 tháng 5   | "Palette"                                  |